# Lista de armas de Portugal na Segunda Guerra Mundial
Esta é uma lista de armas utilizadas pelas forças militares portuguesas durante a Segunda Guerra Mundial. Portugal permaneceu neutro até 1944, quando cooperou com os Aliados como um país não beligerante. Mesmo durante a sua neutralidade, o líder de Portugal durante o conflito, bem como durante a Guerra Civil Espanhola, António de Oliveira Salazar, disse no início da Segunda Guerra Mundial que a Aliança Anglo-Portuguesa ainda estava intacta, sendo que Portugal ajudaria a Grã-Bretanha se eles pedissem. Como não foi requisitada, o país permaneceria neutro. A aliança provavelmente significava que Portugal, embora neutro até 1944, estava desde o início da guerra a favor dos Aliados.

## Armas de pequeno porte

### Espingardas
- Mauser Karabiner 98k[1] (Espingarda 8 mm Mauser m/938)
- Mauser–Vergueiro m/1904-39[2]
- Português-Mannlicher M1896 Produção licenciada em Portugal
- Steyr-Kropatschek M1886/89 Produção licenciada em Portugal para tropas coloniais
- Lee-Enfield No.1 Mk III* m/917 [3] Restos de ajuda militar britânica da Primeira Guerra Mundial
- M1917 Enfield

### Pistolas
- Luger P08[1]
- Savage M1907[4] Produção licenciada em Portugal
- Walther P38
- Mauser C96
- Walther PP

### Revólveres
- Smith & Wesson M1899 Militar[5]
- Smith & Wesson Model 3
- Saint Etienne M1892
- Abadia 1886

### Metralhadoras ligeiras
- MG 13[6] (m/44)
- Lewis Mk I[7] Restos da ajuda militar britânica na Primeira Guerra Mundial
- Madsen M1936[8]
- Lewis M1917[9]
- MG 34 (m/44)
- Vickers-Berthier[9] (m/31)

### Metralhadoras
- Vickers Mk I[10] Restos de ajuda militar britânica na Primeira Guerra Mundial
- Browning M1919A4
- Breda mod. 37[1] Designação portuguesa M/938

### Pistolas-metralhadoras
- Steyr MP 34[1]
- STEN Mk II[1] m/43 designação portuguesa
- Bergmann MP 18/I[11]

## Artilharia

### Artilharia de campanha
- Canon de 75 modelo 1897 [12]
- QF-25 libras[12]
- Obuseiro M101[12]

### Artilharia de montanha
- Obice da 75/18 modelo 34[13]

## Veículos blindados de combate (AFVs)
- Tanquete Carden Loyd[12]
- Vickers 6-Ton[12]
- Humber Armoured Car[12]
- Valentine Tank[12]